# John Owen (schrijver)
John Owen (1564 - 1622) was een Welsh schrijver van epigrammen.
Hij werd geboren in Betws Garmon, bij Snowdon, en ontving zijn opleiding in Winchester en aan de Universiteit van Oxford. Hij bleef daarna enige tijd verbonden aan de universiteit en werd vervolgens hoofd van een school in Warwick. 
Owen schreef zijn epigrammen in het Latijn en kende er al op jonge leeftijd veel succes mee. Toen hij 16 jaar oud was, bleek zijn werk al goed genoeg om te worden gebruikt bij een ceremonie ter gelegenheid van een bezoek van Elizabeth I van Engeland aan Sir Francis Drake, na diens terugkeer van een reis om de wereld.
Owens werk boekte ook buiten Groot-Brittannië veel succes. Zijn werk trok de aandacht in een groot deel van Europa, waar het al snel werd gepubliceerd en vertaald in het Frans, Duits, Spaans en Engels.
De delen van  Epigrammatum Joannis Owen cambrobritanni verschenen in 1607 en 1612 en hij verwierf er de bijnaam 'de Engelse Martialis' mee.
John Owen werd begraven in de oude (dus niet de huidige) St Paul's Cathedral in Londen.